# Adelia vaseyi
Adelia vaseyi är en törelväxtart som först beskrevs av John Merle Coulter, och fick sitt nu gällande namn av Ferdinand Albin Pax och Käthe Hoffmann. Adelia vaseyi ingår i släktet Adelia och familjen törelväxter. Inga underarter finns listade i Catalogue of Life.

## Bildgalleri

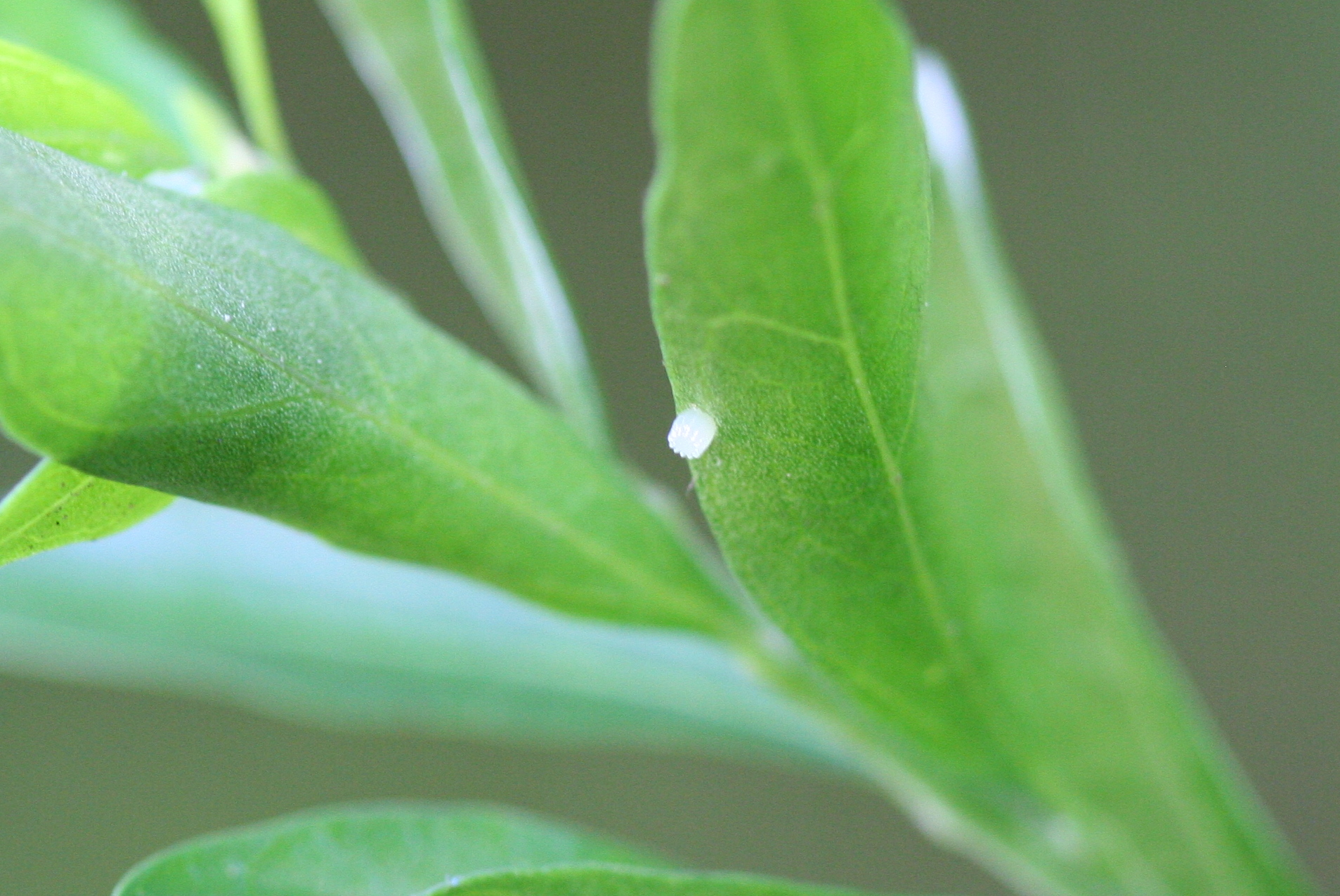
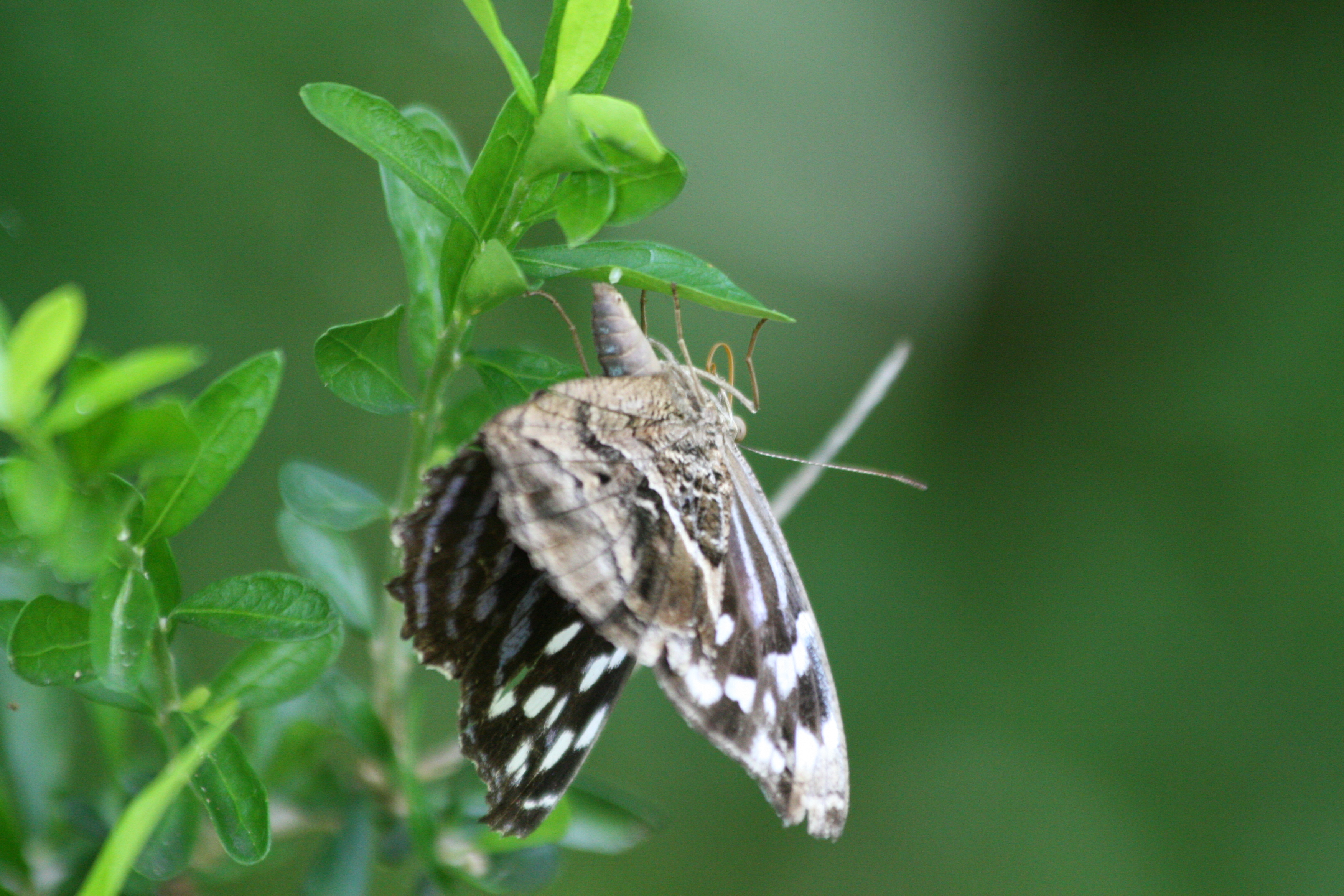